# أرشيبالد غراسي الرابع
أرشيبالد غرايسي الرابع (الإنجليزية: Archibald Gracie IV)(15 يناير 1858 - 4 ديسمبر 1912)، كان مستثمرًا عقاريًا وكاتبًا وجنديًا ومؤرخًا هاوً أمريكي، وهو أحد الناجين من غرق السفينة آر إم إس تيتانيك. ونجا من الغرق بعد أن تسلق إلى متن قارب نجاة قابل للطي، وكتب كتاب شهير عن الكارثة، والذي لا زال يطبع حتى اليوم..

## حياته المبكرة
وُلِد أرشيبالد جرايسي في موبيل (ألاباما)، لعائلة جرايسي الأمريكية الاسكتلندية الثرية في مدينة نيويورك. كان يحمل اسم أرشيبالد جرايسي، وهو سليل مباشر له، وهو من بنى قصر جرايسي، المقر الرسمي الحالي لعمدة مدينة نيويورك، عام 1799. كان والده، أرشيبالد جرايسي الثالث، ضابط في جيش الولايات الكونفدرالية خلال الحرب الأهلية الأمريكية؛ وفي عام 1862، رُقِّي إلى رتبة عميد. عام 1863 خدم جرايسي الأب في معركة تشيكاماوغا؛ وقُتل في معركة حصار بطرسبرغ عام 1864. في العام نفسه، التحق أرشيبالد الرابع بمدرسة سانت بول في كونكورد، نيو هامبشاير. التحق لاحقًا بالأكاديمية العسكرية الأمريكية (رغم أنه لم يتخرج)، وأصبح في النهاية عقيد في فوج نيويورك السابع.
كان جرايسي مؤرخًا هاويًا، وكان لديه اهتمام خاص بمعركة تشيكاماوجا، التي خدم فيها والده. أمضى عدد من السنوات في البحث عن المعركة، وفي النهاية ألّف كتابًا بعنوان "الحقيقة حول تشيكاماوجا"، والذي نُشر عام 1900. في أوائل عام 1912، سافر جرايسي إلى أوروبا على متن سفينة آر إم إس أوشيانيك بمفرده، دون زوجته أو ابنتهما. ثم عاد إلى الولايات المتحدة على متن سفينة آر إم إس تايتانيك كراكب من الدرجة الأولى، وكان أحد الناجين القلة الذين نجوا من غرق السفينة

## مزيد من القراءة
- Eaton, John P. & Haas, Charles A. (1995). Titanic: Triumph and Tragedy (ط. 2nd). W.W. Newton & Company. ISBN:0-393-03697-9.

## وصلات خارجية
- "Archibald Gracie Death Certificate". Titanic-Titanic.com. مؤرشف من الأصل في 2018-10-06.
- "Biography of Archibald Gracie". Encyclopedia Titanica. مؤرشف من الأصل في 2007-12-04.